# 紅三十三軍指揮部舊址
紅三十三軍指揮部舊址位於重慶市城口縣坪壩鎮五星村龔家院子，文物遺址年代為1933年-1935年，2009年12月15日列為第二批重慶市文物保護單位。